# Gora Kameneckogo
Gora Kameneckogo är ett berg i Antarktis. Det ligger i Östantarktis. Norge gör anspråk på området. Toppen på Gora Kameneckogo är 2 224 meter över havet. Kameneckogo ingår i Alexander-von-Humboldt-Gebirge.
Terrängen runt Gora Kameneckogo är varierad.  Trakten är obefolkad. Det finns inga samhällen i närheten.